# Atheloderma orientale
Atheloderma orientale är en svampart som beskrevs av Parmasto 1968. Atheloderma orientale ingår i släktet Atheloderma, ordningen Hymenochaetales, klassen Agaricomycetes, divisionen basidiesvampar och riket svampar.   Inga underarter finns listade i Catalogue of Life.